# Maroc Open 2025
Maroc Open 2025 a fost un turneu de tenis feminin care s-a jucat pe terenuri cu zgură. A fost cea de-a 23-a ediție și a făcut parte din categoria WTA 250 a Circuitul WTA 2025. A avut loc la Club des Cheminots din Rabat, Maroc, în perioada 18–24 mai 2025.

## Campioni

### Simplu
Pentru mai multe informații consultați Maroc Open 2025 – Simplu

### Dublu
Pentru mai multe informații consultați Maroc Open 2025 – Dublu

## Puncte și premii în bani

### Distribuția punctelor
| Probă  | Câștigător | Finalist | Semifinalist | Sfertfinalist | Runda 2 | Runda 1 | Q   | Q2  | Q1  |
| Simplu | 250        | 163      | 98           | 54            | 30      | 1       | 18  | 12  | 1   |
| Dublu  | 250        | 163      | 98           | 54            | 1       | N/A     | N/A | N/A | N/A |

### Premii în bani
| Probă           | Câștigător | Finalist | Semifinalist | Sfertfinalist | R16     | R32     | Q2      | Q1      |
| Simplu feminin  | 36.300 $   | 21.484 $ | 11.970 $     | 6.820 $       | 4.470 $ | 3.110 $ | 2.545 $ | 1.925 $ |
| Dublu feminin * | 13.200 $   | 7.430 $  | 4.260 $      | 2.540 $       | 1.960 $ | N/A     | N/A     | N/A     |

*per echipă